# Рябцева, Олеся Александровна
Оле́ся Алекса́ндровна (Ле́ся) Ря́бцева (род. 28 июля 1991, Волгоград) — российская журналистка и радиоведущая. Была помощником главного редактора радио «Эхо Москвы». Бывший заместитель главного редактора сайта «Эхо Москвы».

## Биография
Родилась 28 июля 1991 года в Волгограде. В возрасте пяти лет вместе с семьёй переехала в Москву. Родители имеют средний бизнес. Училась на журфаке РГГУ, но диплом так и не защитила. Во время учёбы работала в пресс-центре РГГУ, где познакомилась с оппозиционными активистами и журналистами: Константином Янкаускасом, Ильёй Яшиным, Николаем Ляскиным, Ильёй Азаром, Ильёй Шепелиным и Митей Алешковским. В тот период придерживалась оппозиционных взглядов; была наблюдателем на выборах, посещала «ОккупайАбай» и аукцион в пользу узников 6 мая, вела переписку с узником 6 мая Николаем Кавказским. В дальнейшем разочаровалась в оппозиции, которую во время работы на «Эхе Москвы» активно критиковала в блоге на сайте радиостанции.
После второго курса в 2011 году пришла практиканткой на радиостанцию «Эхо Москвы», где через две недели стажировки ей предложили быть гостевым продюсером. Позже работала продюсером программ, также занимаясь спецпроектами. 4 ноября 2013 года стала помощником главного редактора Алексея Венедиктова, также работала заместителем главного редактора журнала «Дилетант». В разговорах подчёркивала, что находится на особом положении у Алексея Венедиктова. В конце 2013 года уволилась с «Эха Москвы», но через четыре месяца, в апреле 2014 года, восстановилась на прежние должности. С июня по декабрь 2015 года вела личные отдельные проекты.
В конце ноября 2014 года Рябцева заявила о намерении разработать «регламент поведения журналистов в соцсетях» для сотрудников своей радиостанции. В связи с этим она упомянула некий «международный опыт», по которому журналистам BBC запрещено быть подписчиком, другом или «фолловером» политика или активиста, а в Associated Press (AP) есть правило: «Дружба или подписка на аккаунт политического кандидата могут создать восприятие среди незнакомых с протоколом соцсетей людей, что так вы показываете свою симпатию». На самом деле инструкция BBC по поведению в социальных сетях не содержит каких-либо запретов на общение в соцсетях для его сотрудников, что подтвердили и сотрудники этого медиа, а в AP памятка советует делать прямо противоположное заявлению сотрудницы «Эхо Москвы». Сам кодекс в итоге был принят в 2015 году.
5 декабря 2015 года Рябцева заявила об уходе с «Эха», основной причиной назвав коллектив, который в своих интервью до этого как хвалила, так и критиковала. В интервью газете «Собеседник» она заявила о планах открыть собственное СМИ, о котором говорила ещё весной 2015 года, и рекламное агентство, в рамках которого будет раскручивать бренды крупных компаний. Александр Невзоров так прокомментировал в прямом эфире скандальный уход Рябцевой с «Эха Москвы»: «Мне беспокойно за Лесю Рябцеву, и я встревожен. Потому что когда человек идёт на ограбление банка, убивает охрану, взламывает двери, оказывается в банковском хранилище и крадёт оттуда сосанный леденец и тапки вахтёра, ребят, это какой-то непорядок».
14 апреля 2016 года радиостанция «Комсомольская правда» запустила программу на культурную тематику под названием «Мракоборец», с Лесей Рябцевой в качестве ведущей. Гостями «Мракоборца» стали: Юрий Грымов, Сергей Шаргунов, Дмитрий Энтео, Никас Сафронов, Юрий Лоза, Андрей Макаревич, Дмитрий Гудков, Антон Красовский, Максим Кононенко и др. Передача выходила до 18 августа.
16 августа стала главой предвыборного штаба кандидата в депутаты в Государственную думу от Партии Роста и главреда журнала Esquire Ксении Соколовой. Кадровое назначение осуществила сама Соколова.
В 2017 году участвовала в телешоу «Холостяк» на телеканале ТНТ. В финале уступила Мадине Тамовой и Екатерине Никулиной.
С августа 2019 года — один из колумнистов сайта RT, с 2020 года — одна из ведущих принадлежащего RT YouTube-канала «Прекрасная Россия бу-бу-бу».

## Критика
В январе 2015 года между соведущим программы «Чувствительно», координатором благотворительного проекта «Нужна помощь» Митей Алешковским и ведущей Лесей Рябцевой произошёл конфликт, после которого Алешковский перестал вести программу. По его словам, Рябцева «предложила ему уйти с передачи, резко и неприлично, нахамив, сказав, что он может валить, если ему что-то не нравится», а на предложение оставить в эфире одного ведущего Венедиктов предложил ему как гостю программы уйти самому. При этом Алешковский единолично занимался подготовкой контента программы и приглашением гостей. Сама журналистка заявляла об отсутствии необходимости разбираться в вопросах благотворительности. Позже Рябцева также перестала вести эту программу.
В мае 2015 года один из основателей, первый главный редактор радиостанции Сергей Корзун заявил, что больше не работает на «Эхе Москвы», объясняя этот шаг оскорбительными публикациями Рябцевой, нежеланием совмещать с ними свои публикации на одном ресурсе и «нового курса капитана на поддержание рейтинга в ущерб базовым ценностям». По его мнению на страничке LiveJournal, «„Эхо Москвы“ сегодня предаёт свою базовую целевую аудиторию… Нефильтрованное „Эхо“ стало опасным для душевного здоровья». Корзун заявил, что на сайте радиостанции теперь встречаются «непрофессиональные, высокомерные, злобные и просто оскорбительные суждения», не имеющие отношения к первоначальной задаче представления всех значимых точек зрения. После этого о прекращении сотрудничества с «Эхом Москвы» объявили писатель Борис Акунин, экономист Константин Сонин и ряд блогеров.
12 декабря 2015 года на НТВ был показан 45-минутный выпуск проекта «Новые русские сенсации» под названием «Королева скандала», главной героиней которого стала Леся Рябцева. В эфире федерального телеканала она раскритиковала представителей российской несистемной оппозиции (Алексея Навального, Михаила Ходорковского, Михаила Касьянова, Ксению Собчак), параллельно признавшись в доброжелательном отношении к Владимиру Путину и главе МИДа Сергею Лаврову. Своих бывших коллег по радиостанции «Эхо Москвы» она назвала «ничтожествами, которые из себя ничего не представляют» и «бездеятельными тупыми пассивными людьми». Сайт «Meduza» пересказал содержание 40-минутной программы одним абзацем: «Я — красивая и крутая. Ходорковский — удав и манипулятор. Навальный — политический импотент. Венедиктов — дедушка. Касьянов — зассал. Собчак — завидует. Коллеги — ничтожества. Оппозиция — говно. Лавров — трудоголик. Песков — впахивает. Путин — мой президент». Алексей Венедиктов знал о подготовке фильма и разрешил своей помощнице принять участие в съёмках, которым сам способствовал. 14 декабря Венедиктов извинился перед своими сотрудниками за высказывания своей протеже в их адрес.
В 2015 году утверждала в прямом эфире, что в России живёт 8 млн человек. Этот пассаж был встречен жёсткой критикой со стороны Юрия Полякова.
В 2015 году Владимир Соловьёв резко раскритиковал Лесю Рябцеву, выразив мнение, что у неё нет ни ума, ни образования.

## Личная жизнь
Во время работы на «Эхе Москвы» Рябцева некоторое время встречалась с Ильёй Яшиным. В 2020 году она обвинила его в сексуальном насилии. В 2015 году Рябцева встречалась с писателем и общественным деятелем Эдуардом Багировым. В июле 2017 года она вышла замуж за Тимофея Васильева. 28 июля 2018 года у пары родилась дочь. В феврале 2020 года Рябцева заявила, что разводится с мужем.
Рябцева исповедует гаудия-вайшнавизм (кришнаизм, одно из направлений индуизма). Она не играет в азартные игры, является вегетарианкой, не употребляет наркотики, алкоголь и сигареты.
В 2021 году Фонд борьбы с коррупцией опубликовал расследование, согласно которому зарплата Леси Рябцевой на телеканале RT составляет 368 тысяч рублей в месяц.